# 유기화학

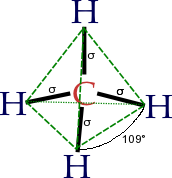
메테인 분자 구조: 가장 단순한 탄화수소 화합물

유기화학(有機化學, 영어: organic chemistry)은 유기 화합물의 구조나 특성, 제법 및 응용 등을 연구하는 화학의 한 분야이다.
원래는 생명체에서 발견되는 화학 물질(유기물)을 연구하는 학문으로 정의되었으나, 1828년 프리드리히 뵐러가 무기물인 사이안산 암모늄으로부터 요소를 합성하여 유기 화합물이 생명체에 의해서 뿐만 아니라 실험실에서도 만들어질 수 있음이 알려진 이후로는 탄소를 포함하는 화합물을 연구하는 학문으로 재정의되었다. 유기화학에서의 유기 화합물은 일반적으로 탄소를 포함하고 있는 화합물을 지칭한다.

## 구조 분석 및 구조 결정
주어진 화합물의 구조를 분석하는 것은 유기화학에서 필수적이다. 이를 위해 여러 가지 분석 기법들이 동원되는데, 기본적으로 NMR, IR, Mass Spectrometry Data 등이 필요하며 기타 특성으로 고체 화합물의 경우 녹는점을 측정하며 UV-vis data를 통해 분자 내 발색단에 대한 정보를 얻을 수 있다. 광학 활성인 화합물의 경우 비선광도(specific rotation)나 CD spectrum 등의 자료가 필요하다. 추가적인 구조 분석 자료로 고체 시료의 경우 X-ray crystallography data가 이용된다.

## 명명법

하나의 유기 화합물의 이름과 표현

유기 화합물의 이름은 규칙을 논리적으로 따라 계통명으로 명명되거나, 다양한 전통을 따라 관용명으로 주어진다. 계통명은 IUPAC의 권고로 규정되어 이루어진다. 계통 명명법은 분자 안의 모체 화합물 구조의 이름으로 시작한다. 이때 이러한 모체 화합물의 이름은 접두사, 접미사, 숫자로 수정된다. 수백만의 유기 화합물이 알려져 있는 상황에서 계통명을 체계적으로 이용하는 것은 부담이 되는 일이다. 그러므로 IUPAC 권고는 복잡한 분자들이 아닌 단순한 화합물에 따라가려고 한다. 계통명을 이용하려면 모체 화합물 구조의 이름과 그 구조들을 이해하여야 한다. 모체 구조에는 탄화수소, 복소환식 화합물, 또 그에 따른 단작용하는 파생물을 포함한다.
관용명은 적어도 유기 화학자들에게 더 단순하고 애매함이 없다. 관용명은 화합물의 구조를 가리키지 않는다. 관용명은 대부분의 천연 상품을 포함하는 복잡한 분자들에 쓰이는 것이 일반적이다. 그러므로 비공식적으로 이름이 붙은 리세르그산 디에틸아미드라는 이름은 조직적으로 이름을 붙이면 (6aR,9R)-N,N-diethyl-7-methyl-4,6,6a,7,8,9-hexahydroindolo-[4,3-fg] quinoline-9-carboxamide가 된다.

## 같이 보기
- 무기화학
- 유기 화합물
- 유기 반응
- 생화학